# 機場島轉向站
機場島轉向站（英語：Airport Island Angle station）是昂坪360其中一個轉向站，站體位於新界赤鱲角香港國際機場赤鱲角南路近觀景山隧道西面出口。
昂坪360全長5.7公里，中途設有兩個轉向站。纜車由東涌開出後，經1號及2A纜塔後進入機場島轉向站，纜車在此會轉向60度，然後向北大嶼郊野公園攀升，經彌勒山轉向站往昂坪站，反之亦然。

## 歷史
1995年，香港旅遊協會（香港旅遊發展局前身）提出興建東涌吊車系統。地鐵公司在1999年建議於赤鱲角南端增設中途站，希望吸引機場旅客乘搭。踏入2000年，政府決定興建東涌至昂坪吊車系統，中途於機場設有車站。
當時機場站擬建於觀景山近機場燃料庫，惟香港機場管理局表示乘客在此站候車會有潛在危險，加上興建車站後變相限制了燃料庫將來的擴建，故在2002年最終定案決定中途不停站，機場島只興建不設客運服務的轉向站。

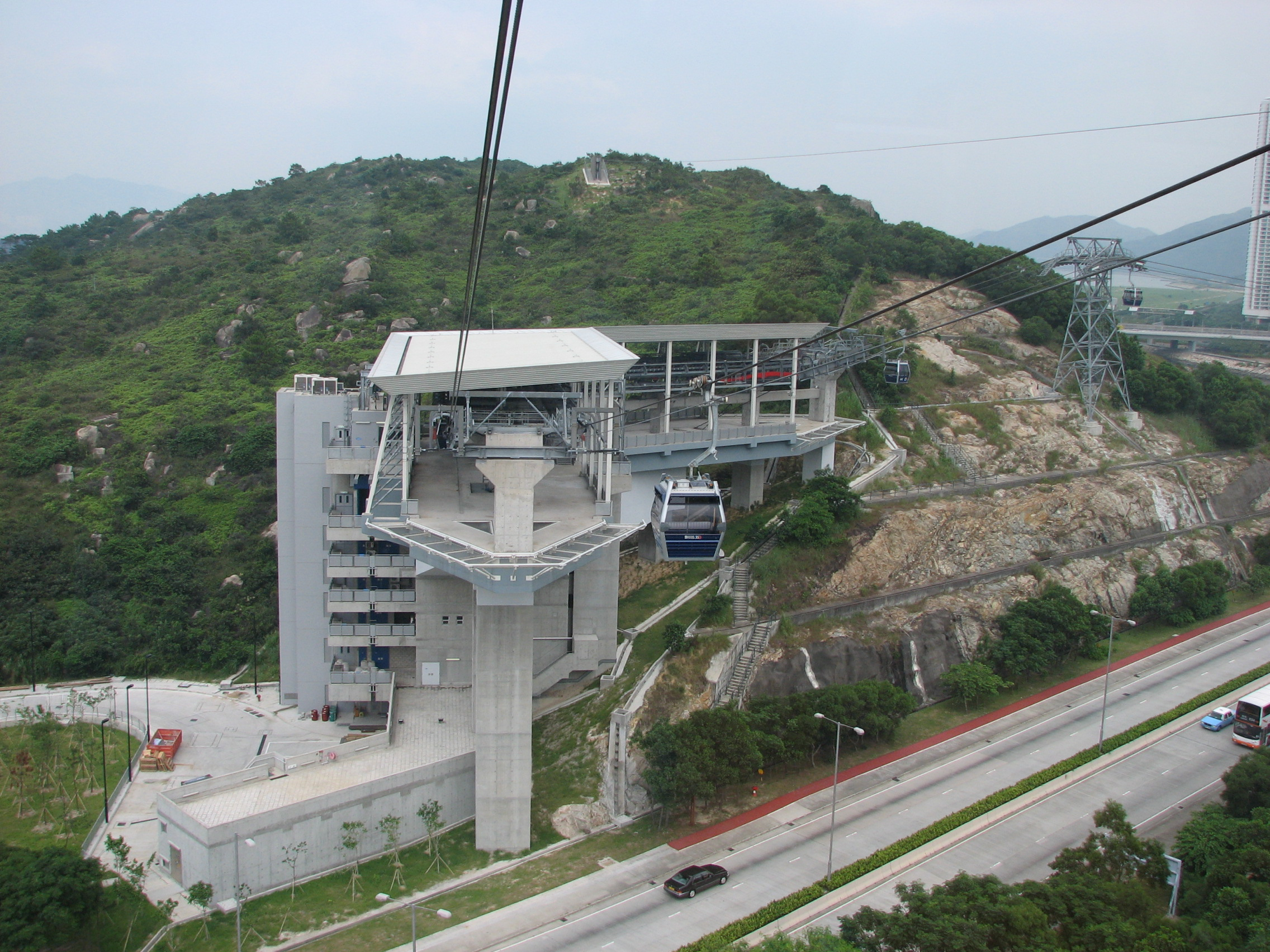
機場島轉向站
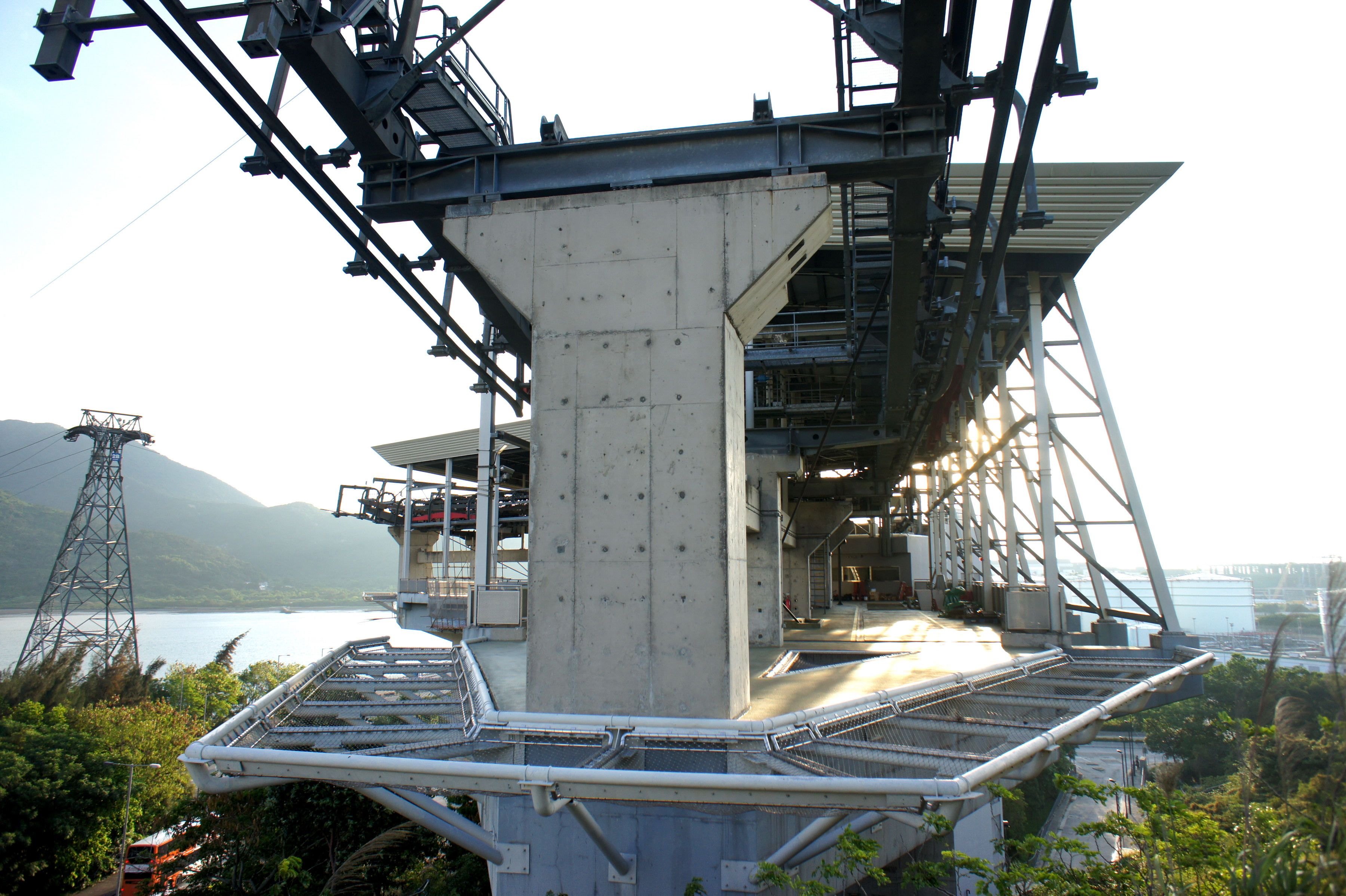
機場島轉向站，東涌灣方向的纜車進出口